# Горинь Микола Миколайович
Мико́ла Микола́йович Го́ринь (29 січня 1945, Кнісело Жидачівський район Львівська область) — український громадсько-політичний діяч та державний службовець, молодший брат Михайла та Богдана Горинів, двоюрідний племінник діяча ОУН Миколи Кириловича Лебедя (син його двоюрідної сестри Стефанії Данилівни Горинь (до шлюбу Грек)).  

## Біографія
Народився 29 січня 1945 року в селі Кнісело Жидачівського району Дрогобицької області (нині Бібрська міська територіальна громада Львівського району Львівської області). Батько Микола Михайлович Горинь (1905—1988) був головою місцевого товариства ''Просвіта'' й активістом ОУН. Мати Стефанія Данилівна Горинь (до шлюбу Грек; 1911—2003) була селянкою. Через участь голови родини в українському підпіллі на початку грудня 1944 року родину Горинів було заарештовано НКВС та спрямовано на заслання в Сибір. Але ще в Галичині варта дала їм змогу втекти. Після цього до весни 1945 року вся родина Горинів жила в підпіллі. Потім родина оселилася в місті Ходорів Львівської області, де в 1963 році Микола Горинь закінчив середню школу. У цьому ж році він вступив на факультет автоматики Львівського політехнічного інституту. Після закінчення інституту його було скеровано на роботу в конструкторське бюро «Термоприлад».
Із травня 1969 року по травень 1970 року проходив службу в армії. Після закінчення служби продовжив працювати в НВО «Термоприлад» на посадах інженера, старшого інженера, провідного інженера-конструктора та провідного інженера-дослідника.
У 1990 році обраний депутатом Львівської обласної ради. Сесія Львівської обласної ради 14 травня 1990 року обрала Миколу Гориня заступником голови обласної ради, а у квітні 1992 року — головою ради.
У 1994 році виборці Львівщини обрали Миколу Гориня головою Львівської обласної ради та обласного виконавчого комітету.
Указом Президента України в 1995 році Миколу Гориня було призначено головою Львівської обласної державної адміністрації. На цій посаді він працював до 1997 року й був звільнений за власним бажанням згідно з поданою заявою. У квітні 1997 року подав у відставку й з посади голови Львівської обласної ради.
З 1997 по 2003 роки працював на Західній регіональній митниці на посадах заступника начальника митниці, начальника митниці й знову заступника начальника.
У грудні 2003 року був звільнений у зв'язку зі скороченням штату й вийшов на пенсію.
26 березня 2006 року обраний депутатом Львівської обласної ради за списком виборчого блоку «Наша Україна». На сесії Львівської обласної ради 12 травня 2006 року обраний заступником голови обласної ради.

## Нагороди
- Орден «За заслуги» II ст. (16 лютого 2005) — за вагомий особистий внесок у захист демократії, єдності, соборності та незалежності України, відстоювання ідеалів свободи й прав людини, активну громадянську позицію[1]
- Орден «За заслуги» III ст. (11 грудня 1996) — за заслуги в розвитку української державності, активну участь у конституційному процесі[2]
- Відзнака Президента України — ювілейна медаль «20 років незалежності України» (19 серпня 2011)[3]
- Хрест «За заслуги» (Республіка Польща)[джерело?]

## Родина
Одружений, має двох дочок і чотирьох онуків.
Дружина — Горинь Дарія Павлівна, 1945 року народження, пенсіонерка.